# Piiponsaari (ö i Lappland)
Piiponsaari är en ö i Finland. Den ligger i sjön Ala-Suolijärvi och Oivanjärvi och i kommunen Posio i den ekonomiska regionen  Östra Lapplands ekonomiska region  och landskapet Lappland, i den norra delen av landet, 700 km norr om huvudstaden Helsingfors. Öns area är 5,9 hektar och dess största längd är 0,6 kilometer i öst-västlig riktning.